# Бугашур
Бугашу́р (рос. Бугашур) — присілок у складі Юкаменського району Удмуртії, Росія.
Населення — 19 осіб (2010; 34 в 2002).
Національний склад (2002):
- татари — 94 %